# Timoléon C. Brutus
Pour les articles homonymes, voir Brutus.
Timoléon C. Brutus (1886-1971) est un homme politique, ministre et historien haïtien. Son fils, Edner Brutus sera également un homme politique, diplomate et historien.

## Homme politique
Timoléon C. Brutus fut le Ministre des Affaires Étrangères d'Haïti sous la présidence de Jean Dumarsais Estimé de 1948 à 1949.

## Historien
En tant qu'historien, Timoléon C. Brutus a écrit des livres sur les dirigeants de la Révolution haïtienne, tels que Toussaint Louverture et Jean-Jacques Dessalines. Il fut un grand défenseur de la mémoire de ces héros patriotiques. Ces récits sont apologétiques et prennent la défense systématique de ces personnalités historiques.
Dans L'homme d'airain, il justifie la présence des femmes autour de Dessalines.
Extraits :
Les femmes ont toujours joué un rôle puissant et insoupçonné dans la politique des hommes d'État. Sous couvert de badinages amoureux ou de liaisons amicales honnêtes, elles collaboraient à l'action politique. Leur influence pouvait être à double résonance, très souvent, elles aidaient à des fins autres que celle d'être seulement des caprices amusantes ou des favorites ou des égéries. Elles étaient le plus souvent des informatrices. Un gouvernement sans femme et une maison sans lumière où l'intrigue des ambitieux l'emporte sur la confiante bonne foi des chefs. Elle voit venir les coups et souvent les prévient et les déjoue.
L’Académie française lui décerne le prix de la langue-française en 1950.

## Œuvres
- 1945 : Ranςon du Génie ou la Leςon de Toussaint Louverture  (étude monographique sur Toussaint Louverture), Presses Nationales d'Haiti, Port-au-Prince : 1945
- 1946 : L'homme d'airain (étude monographique sur Jean-Jacques Dessalines), Presses Nationales d'Haiti, Port-au-Prince : 1946